# Hasle Kommune
Hasle Kommune i Bornholms Amt blev dannet ved kommunalreformen i 1970. I 2003 indgik den i Bornholms Regionskommune sammen med Allinge-Gudhjem Kommune, Nexø Kommune, Rønne Kommune og Aakirkeby Kommune samt Bornholms Amt.

## Tidligere kommuner
Hasle havde været købstad, men det begreb mistede sin betydning ved kommunalreformen. 3 sognekommuner blev lagt sammen med Hasle Købstad til Hasle Kommune:
| Kommune       | Folketal 1. januar 1970 | Byer                    |
| ------------- | ----------------------- | ----------------------- |
| Hasle Købstad | 1.531                   | Hasle                   |
| Klemensker    | 2.415                   | Klemensker              |
| Nyker         | 1.708                   | Nyker og Sorthat-Muleby |
| Rutsker       | 1.032                   |                         |
| I alt         | 6.686                   |                         |

Nyker Sogn afgav en del af Nyker Udmark til Aakirkeby Kommune.

## Sogne
Hasle Kommune bestod af følgende sogne:
- Hasle Sogn (Nørre Herred)
- Klemensker Sogn (Nørre Herred)
- Nyker Sogn (Vester Herred)
- Rutsker Sogn (Nørre Herred)

## Byer
| Kommunens største byer |                |                   |
| Nr                     | By             | Indbyggere (2025) |
| 1                      | Hasle          | 1.635             |
| 2                      | Nyker          | 675               |
| 3                      | Klemensker     | 599               |
| 4                      | Sorthat-Muleby | 475               |

## Valgresultater
| 9 | 2 | 6 |

| 13 | 4 |

| 8 | 1 | 5 | 3 |

| 14 | 3 |

| 8 | 1 | 1 | 5 | 2 |

| 14 | 3 |

| 9 | 1 | 1 | 5 | 1 |

| 12 | 5 |

| 7 | 2 | 1 | 1 | 5 | 1 |

| 12 | 5 |

| 6 | 1 | 1 | 4 | 5 |

| 11 | 6 |

| 5 | 1 | 3 | 8 |

| 11 | 6 |

| 3 | 3 | 11 |

| 12 | 5 |

| 1 | 2 | 10 |

| 9 | 4 |

## Borgmestre[4]
| Periode   | Navn                | Parti             |
| --------- | ------------------- | ----------------- |
| 1970-74   | Else Larsen         | Socialdemokratiet |
| 1975-86   | Svend Rasmussen     | Socialdemokratiet |
| 1987-90   | Knud Andersen       | Venstre           |
| 1991-94   | Frede Engell-Hansen | Socialdemokratiet |
| 1995-2000 | Birgit Rasmussen    | Borgerlisten      |
| 2000-2002 | Bjarne Kristiansen  | Borgerlisten      |

Bjarne Kristiansen tiltrådte 20. juli 2000, da Birgit Rasmussen afgik ved døden.

## Hasle Rådhus
Hasle kultur- og medborgerhus blev stiftet 1. januar 2013 og anvender det gamle rådhus. Hasle Byting (haslebyting.com) stiller her lokaler til rådighed for foreninger, offentlige institutioner og andre. Hasle-Egnens Lokalhistorie og Hasle Datastue har faste lokaler i bygningen.